# El pecado de Laura
El pecado de Laura es una película musical mexicana de 1949 escrita y dirigida por Julián Soler, y protagonizada por Meche Barba y Silvia Pinal. Esta película marca el debut cinematográfico de la actriz Silvia Pinal.

## Argumento
José (Abel Salazar) es un humilde taxista con problemas ortopédicos. José está enamorado de la pérfida Laura (Meche Barba), bailarina de cabaret. Laura tiene sueños de grandeza y ansía convertirse en una bailarina famosa. Este sueño parece realizarse cuando Laura conoce al bailarín Víctor (Arturo Martínez), quién la seduce con sus promesas de éxito y solo planea utilizarla. José se sacrifica para poder pagar la carrera de música clásica de su hermana Juanita (Silvia Pinal). Pedro (Rafael Banquells), el novio de Juanita cae en la delincuencia por salir de la pobreza.

## Reparto
- Meche Barba como Laura
- Abel Salazar como José
- Rafael Banquells como Pedro
- Silvia Pinal como Juanita
- Arturo Martínez como Víctor
- Maruja Grifell como La Güera
- Carlos Múzquiz como Secuaz de Víctor
- Roberto Y. Palacios como Rodolfo, el chino

No acreditados
- Antonio Bravo como Doctor
- Emilio Brillas como Secuaz de Pedro
- María Luisa Cortés como Clienta en cabaret
- Lupe del Castillo como Doña Lolita
- Ramón Gay
- Álvaro Matute como Cliente cabaret
- Kika Meyer como Mujer en cabaret
- Pepe Ruiz Vélez como Locutor
- Juan Bruno Tarraza
- Hernán Vera

## Comentarios
Melodrama arrabalero realizado al gusto de la época. Fue una de las primeras películas de Silvia Pinal.